# Gouvernement Loukachenko XII
Biélorussie
Loukachenko XI 
Le gouvernement Loukachenko XII est le gouvernement de la République de Biélorussie, en fonction depuis le 19 août 2020.
Le gouvernement est nommé et dirigé par le président de la République de Biélorussie et est responsable devant lui seul, la Biélorussie étant une république présidentielle. Cependant, un poste de Premier ministre validé par la Chambre des représentants existe et est chargé de coordonner l'ensemble des ministres et présidents d'organismes membres du gouvernement.

## Historique
Le gouvernement est annoncé le 19 août 2020, quelques jours après la réélection contestée d'Alexandre Loukachenko lors de l'élection présidentielle biélorusse de 2020.

## Composition
| Fonction                                                                                                | Titulaire | Titulaire             | Parti |
| --- | --------- | --------------------- | ----- |
| Président de la République                                                                              |           | Alexandre Loukachenko | Sans  |
| Ministres                                                                                               |           |                       |       |
| Premier ministre                                                                                        |           | Roman Golovchenko     | Sans  |
| Premier vice-Premier ministre                                                                           |           | Nikolai Snopkov       | Sans  |
| Vice-Premier ministre chargé de l'industrie et de l'Énergie                                             |           | Yury Nazarov          | Sans  |
| Vice-Premier ministre chargé du Social, de la Santé, de l'Éducation, de la Culture et des Sports        |           | Igor Petrishenko      | Sans  |
| Vice-Premier ministre chargé de la Construction, de l'Habitat, des Services communaux et des Transports |           | Anatoly Sivak         | Sans  |
| Vice-Premier ministre chargé de l'Agriculture                                                           |           | Aleksandr Subbotin    | Sans  |
| Ministre de l'Agriculture et de l'Alimentation                                                          |           | Ivan Krupko           | Sans  |
| Ministre de la Réglementation du marché et du Commerce                                                  |           | Vladimir Koltovich    | Sans  |
| Ministre de l'Architecture et de la Construction                                                        |           | Ruslan Parkhamovich   | Sans  |
| Ministre la Culture                                                                                     |           | Anatoly Markevich     | Sans  |
| Ministre de la Défense                                                                                  |           | Viktor Khrenin        | Sans  |
| Ministre de l'Économie                                                                                  |           | Aleksandr Chervyakov  | Sans  |
| Ministre de l'Éducation                                                                                 |           | Igor Karpenko         | Sans  |
| Ministre des Situations d'urgence                                                                       |           | Vadim Sinyavsky       | Sans  |
| Ministre de l'Énergie                                                                                   |           | Viktor Karankevich    | Sans  |
| Ministre des Finances                                                                                   |           | Yury Seliverstov      | Sans  |
| Ministre des Affaires étrangères                                                                        |           | Vladimir Makei        | Sans  |
| Ministre de la Forêt                                                                                    |           | Vitaly Drozhzha       | Sans  |
| Ministre de la Santé                                                                                    |           | Dmitry Pinevich       | Sans  |
| Ministre de l'Habitat et des Services communaux                                                         |           | Andrei Khmel          | Sans  |
| Ministre de l'Industrie                                                                                 |           | Pyotr Parkhomchik     | Sans  |
| Ministre de l'Information                                                                               |           | Vladimir Pertsov      | Sans  |
| Ministre de l'Intérieur                                                                                 |           | Ivan Kubrakov         | Sans  |
| Ministre de la Justice                                                                                  |           | Oleg Slizhevsky       | Sans  |
| Ministre du Travail et de la Protection sociale                                                         |           | Irina Kostevich       | Sans  |
| Ministre des Ressources naturelles et de la Conservation de l'environnement                             |           | Andrei Khudyk         | Sans  |
| Ministre des Sports et du Tourisme                                                                      |           | Sergei Kovalchuk      | Sans  |
| Ministre des Impôts et Droits                                                                           |           | Sergei Nalivaiko      | Sans  |
| Ministre des Télécommunications et de l'Informatisation                                                 |           | Konstantin Shulgan    | Sans  |
| Ministre des Transports et des Communications                                                           |           | Aleksei Avramenko     | Sans  |
| Présidents de comités                                                                                   |           |                       |       |
| Président du Comité de sécurité de l'État                                                               |           | Ivan Tertel           | Sans  |
| Président de la Commission de contrôle de l'État                                                        |           | Vasily Gerasimov      | Sans  |
| Président du Comité militaro-industriel d'État                                                          |           | Dmitri Pantus         | Sans  |
| Président du Comité d'État sur la Propriété                                                             |           | Dmitri Matusevitch    | Sans  |
| Président du Comité d'État pour la Science et la technologie                                            |           | Alexandre Shumilin    | Sans  |
| Président du Comité d'État sur la Normalisation                                                         |           | Valentin Tataritski   | Sans  |
| Autres postes                                                                                           |           |                       |       |
| Président de la Commission nationale des frontières                                                     |           | Anatoli Lappo         | Sans  |
| Président de la Commission nationale des douanes                                                        |           | Vladimir Orlovski     | Sans  |
| Chef de l'Administration présidentielle                                                                 |           | Igor Sergueïenko      | Sans  |
| Président de la Banque nationale                                                                        |           | Pavel Kallaur         | Sans  |
| Président du Présidium de l'Académie nationale des sciences                                             |           | Vladimir Goussakov    | Sans  |
| Président du conseil d'administration de l'Union républicaine des sociétés de consommation              |           | Valéry Ivanov         | Sans  |